# Гроссман, Тувия
Тувия Гроссман (англ. Tuvia Grossman; род. 1980, Чикаго, США) — израильско-американский юрист, еврей, получивший известность во время второй интифады. После того, как Гроссман был жестоко избит палестинцами в Иерусалиме, его фотография была использована New York Times и другими СМИ с подписью, в которой он выдавался за палестинца, пострадавшего от рук израильских полицейских на Храмовой горе.

## Ранние годы и инцидент
Тувия Гроссман родился в 1980 году в Чикаго. Его отец — врач-офтальмолог Аарон Гроссман. В юности Тувия приехал в Израиль, чтобы учиться в ешиве.
В 2000 году, накануне праздника Рош ха-Шана, он ехал с двумя друзьями в такси по Иерусалиму. По дороге такси проезжало через арабский квартал Вади-эль-Джоз, где проходила демонстрация палестинцев. В машину полетели камни, пассажиров вытащили из неё и начали избивать. Сильно пострадавший Гроссман смог добежать до близлежащей заправки, где патруль израильской военизированной полиции спас ему жизнь. Согласно воспоминаниям пострадавшего, он упал на землю, и в этот момент группа фотографов начала делать снимки. Израильский полицейский защищал его, крича на палестинцев и прикрывая Гроссмана от окончательной расправы.

## Публикация фотографии
30 сентября 2000 года New York Times, Associated Press и другие СМИ опубликовали фотографию израильского полицейского с дубинкой, стоящего над избитым и истекающим кровью молодым человеком, выглядевшую так, будто он его избил. В подписи молодой человек был назван палестинцем, а место происшествия — Храмовой горой. По воспоминяниям Гроссмана, оказаться «частью палестинской пропаганды» для него было ещё больнее, чем перенести избиение, в результате которого на его голове остались шрамы.
Отец пострадавшего, проживавший в США, увидел фотографию в газете и обратился в редакцию New York Times, потребовав исправить неверную информацию. В ответ газета опубликовала уточнение, назвав Тувию Гроссмана «американским студентом в Израиле», и не упомянув при этом его этнорелигиозную принадлежность, как и принадлежность нападавших. Газета также заявила, что он был ранен в Старом городе Иерусалима, хотя нападение произошло за его пределами. Позже та же фотография Гроссмана использовалась в пропалестинской кампании, призывавшей к бойкоту корпорации Coca-Cola за предполагаемую поддержку ей Израиля.

## Дальнейшая жизнь
Вскоре после публикации сведений о происшедшем, Гроссману позвонили многочисленные новостные шоу крупных американских телеканалов с приглашениями на интервью. Он отклонил все приглашения, по собственным словам, в связи с привычкой избегать публичности и стремлением восстановиться после перенесённой травмы. Вместе с тем, он согласился присутствовать на митингах и мероприятиях в поддержку Израиля, в цели которых твёрдо верил.
Он переехал в Израиль и женился; у пары родилась дочь. Спустя десять лет после инцидента он вновь встретился с полицейским, спасшим ему жизнь; встреча была организована американской НКО HonestReporting в Иерусалиме.